# PARADISE (TOSHIの曲)
「PARADISE」（パラダイス）とは、日本の歌手、Toshiの3枚目のシングルで、同シングルの表題曲である。1993年9月8日発売された。発売元はBMGビクター。

## 解説
表題曲「PARADISE」カップリング曲「RUNNING WILD」ともに、ハードロックバンド、NIGHT HAWKSのヴォーカリストである青木秀一が編曲に携わっており、「RUNNING WILD」では同バンドが演奏を行っている。また、どちらにもタイアップが付いており、「PARADISE」はハウス食品「とんがりコーン」のCMソング、「RUNNING WILD」はスーパーファミコン用ゲーム『ブレス オブ ファイア 竜の戦士』（1993年4月3日発売）のCMソング、日本テレビ系音楽番組『ロック鳴缶III』のオープニングテーマにそれぞれ用いられた。なお「RUNNING WILD」は、『ブレス オブ ファイア 竜の戦士』のCMでは「TOSHI with ナイトホークス」名義で「RUNNING WILD」とは異なる歌詞で歌われており、こちらは音源化されていない。CMで用いられた歌詞のヴァージョンは、後にNIGHT HAWKSが「BREATH OF FIRE」の名でセルフカヴァーしており、翌1994年6月1日に発売された同バンドのベスト・アルバム『THE MIDNIGHT HAWKS』に収録された。

## 収録曲
- 全作詞：TOSHI

1. PARADISE
  - 作曲：小栗昌彦　編曲：TOSHI・青木秀一
2. RUNNING WILD
  - 作曲・編曲：青木秀一

## 収録アルバム
- 『TOSHI SINGLE SELECTION SACRIFICE』
  - 1998年6月24日発売の自身の1枚目のベスト・アルバム。「PARADISE」が収録。

## チャート成績
オリコンチャートにおいて、週間順位5位、チャート登場回数9週、1993年度年間順位76位をそれぞれ記録した。